# Kamienica Pod Złotym Jeleniem we Wrocławiu
Kamienica pod Złotym Jeleniem – kamienica na wrocławskim rynku, na jego północnej pierzei, zwanej Targiem Łakoci.

## Historia kamienicy i jej architektura
Historia kamienicy sięga okresu późnego średniowiecza. Pierwszy budynek był dwudzielny z oknami wychodzącymi na Rynek i przykryty sklepieniem kolebkowym. Drugi trakt został dobudowany już po wzniesieniu dwutraktowej kamienicy na działce Rynek 45, na przełomie drugiej połowy XIV wieku a drugiej tercji XV. Wzniesiono wówczas dwutraktową, dwukondygnacyjną kamienicę o kolebkowych stropach na poziomie piwnic. W XV wieku w kamienicy mieszkała rodzina złotników i prawdopodobnie znajdowała się w niej również ich pracownia. W XVI wieku w kamienicy mieściła się apteka. Kamienica zwana była wówczas Apteką Targu Łakoci i pod taką nazwą funkcjonowała do XVII wieku. 
W 1624 roku przeprowadzono w niej bliżej nieokreślone prace modernizacyjne, o czym świadczy jedynie tablica z datą i z łacińską inskrypcją znajdującą się w sieni domu. Kolejne odnotowane remonty miały miejsce w 1624 i 1633 roku. Do pierwszych dekad XVIII wieku budynek posiadał dwie kondygnacje ze szczytem. W 1735 roku aptekarz Johann Georg Zechner gruntownie przebudował kamienicę. Dodano wówczas wyższe kondygnacje w układzie 3-traktowym, gdzie kuchnia i klatka schodowa znajdowały się w trakcie środkowym. W sumie kamienica posiadała cztery kondygnacje i dwukondygnacyjny szczyt. Pod koniec XIX wieku parter oraz 1. piętro przystosowano do potrzeb handlowych: wykuto duże okna witrynowe i usunięto sztukatorskie dekoracje nad oknami pięter. Swój sklep otworzyła tu firma Tilza & Rosenbaum oraz Schneider.

### Właściciele i postacie związane z kamienicą
W XIV i XV wieku posesja nr 44 była podzielona na dwie części: wschodnia i zachodnią. Część wschodnia od 1398 do 1449 należała do rodziny Schorgast; w latach 1398-1428 do nestora rodziny Heinricha Schorgast i jego żony Doroty a od 1428 do 1449 do ich syna Hansa. Obaj byli mistrzami złotnictwa przy czym Heinrich posiadał również łaźnię za Starymi Jatkami oraz przy Bramie Oławskiej. Hans był przysięgłym złotników i prowizorem Nowego Szpitala Bożego Grobu. Zmarł w 1451 a majątek odziedziczyła jego córka Barbara i zięć Martinus Buthener oraz niepełnoletnie dzieci. W półtora roku spadkobiercy rzekli się wszystkich praw do kamienicy (oraz domu przy ul. Psiej) a w 1453 roku kamienica została sprzedana Heinrichowi Falkensteinowi i jego żonie Katarzynie, wdowie po Hansie Schorgast. Nowy nabywca był również złotnikiem, przysięgłym cechu; obywatelstwo Wrocławia nabył w 1456 roku. Zmarł 15 marca 1462 roku a kamienica pozostawała w rękach wdowy po nim do 1471. W 1484 roku właścicielem kamienicy został złotnik Hanns Rewsse, który w roku z powodu zbyt dużego obciążenia czynszowego, sądownie utracił ją na rzecz Johannesa Knybanta. W 1486 kamienica nr 44 zyskała kolejnego właściciela: Wolfganga Dyenner z i żoną Hedwig. Posesja w ich rękach znajdowała się do 1492 roku. W kolejnych latach właściciele kamienicy zmieniali się co kilka lat: w latach 1492-1494 był nim Mathias Hoffeman, w latach 1494-1498 Wenzel i Barbara Neydau.

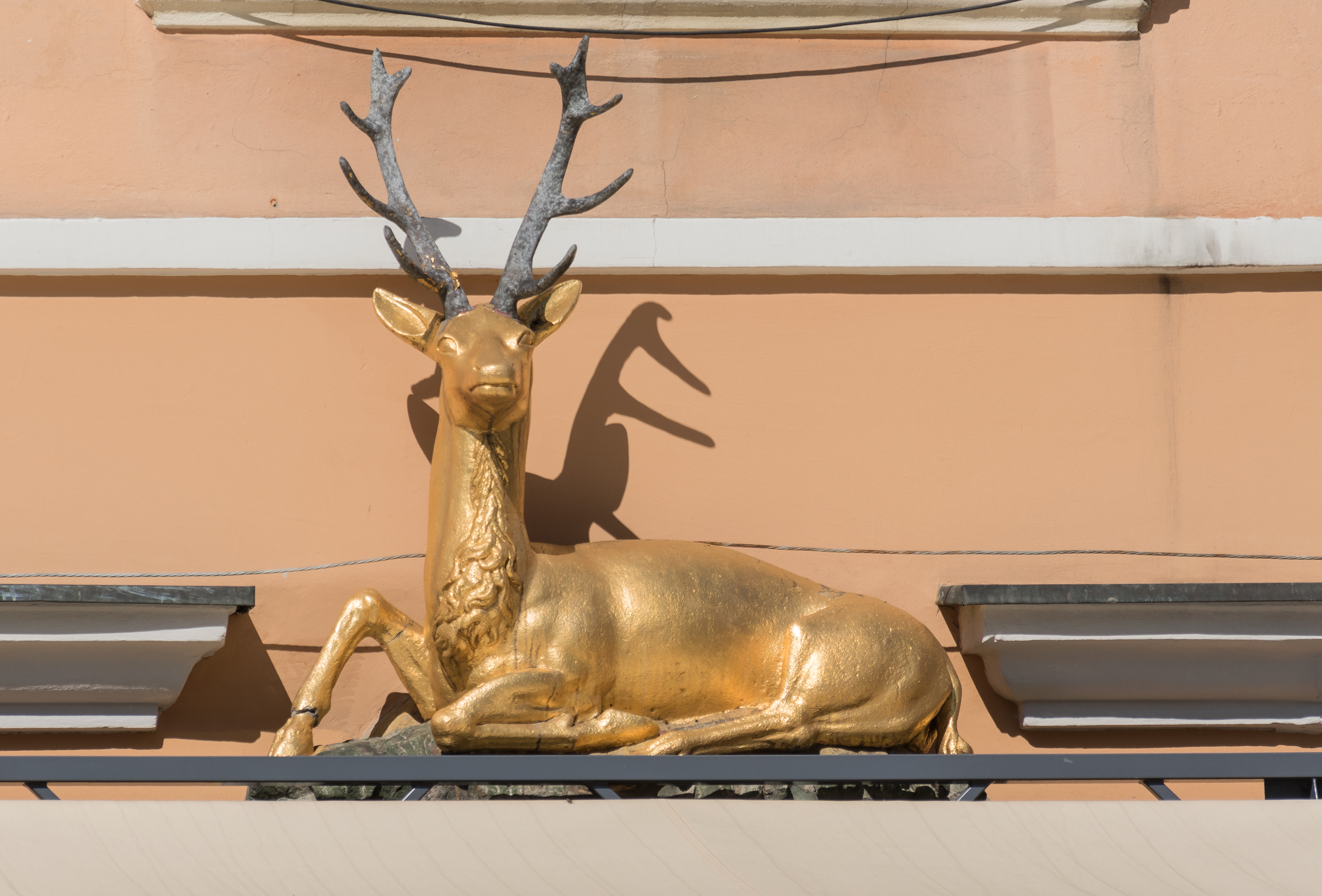
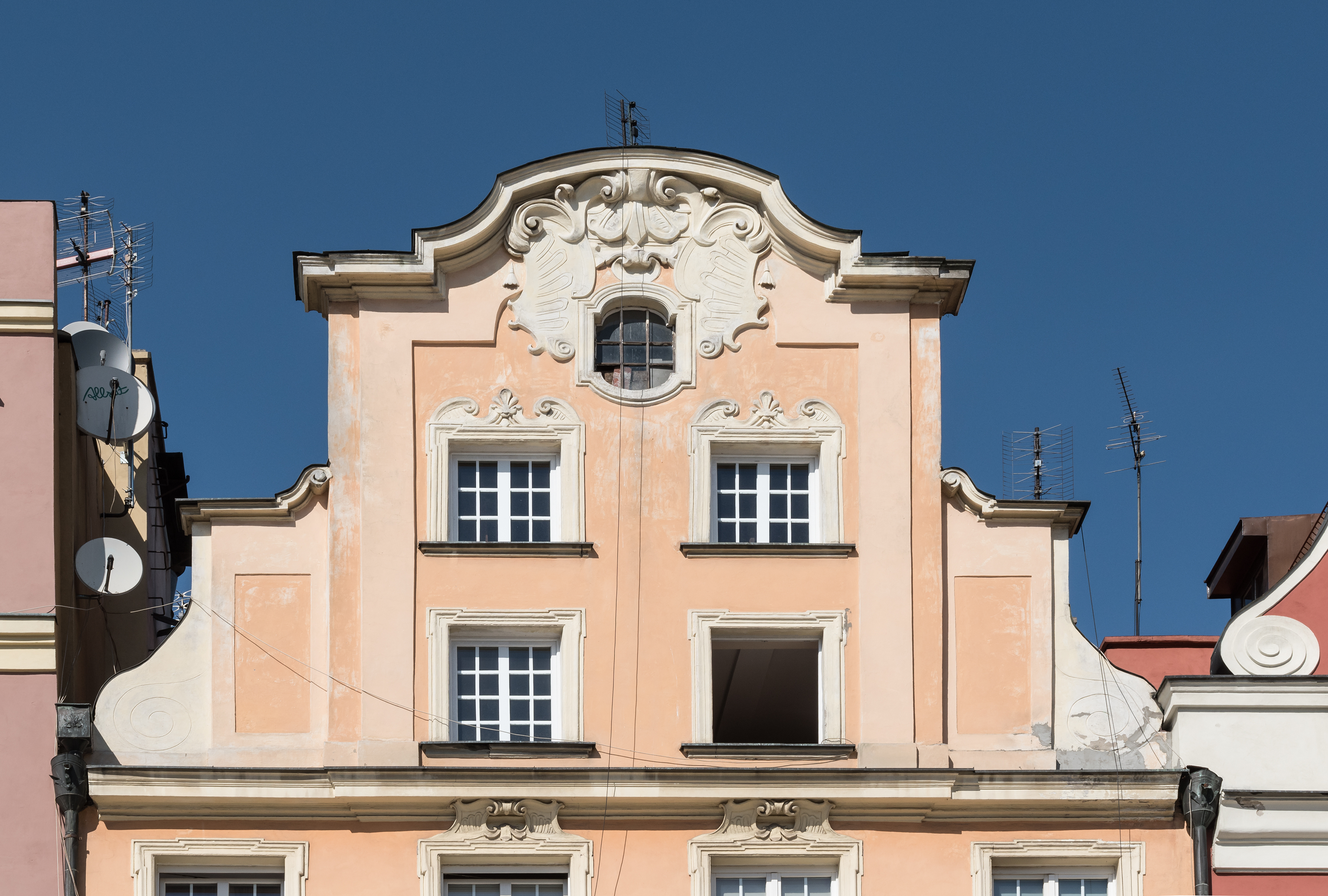

W 1735 roku właścicielem kamienicy został aptekarz Johann Georg Zechner

## Po II wojnie światowej
W wyniku działań wojennych w 1945 roku kamienica została wypalona. W 1954 roku została odbudowana według projektu Witolda Skowronka. Czteroosiowa elewacja kamienicy została zachowana, ale na parterze i I piętrze przywrócono układ otworów okiennych ze zmianami nawiązującymi do stanu sprzed XIX wieku. Kamienica ma cztery kondygnacje, trzy kondygnacje szczytowe z ozdobnymi spływami wolutowymi.